# MIRACLE (CANTAのアルバム)
『MIRACLE』（ミラクル）は、CANTAのミニ・アルバム。

## 概要
自身初のミニ・アルバム。
本作には、新曲4曲と、2011年4月9日に渋谷O-EASTで開催された9周年ライブの音源3曲の計7曲を収録している。また、ライブ音源のトラックダウンはルーク篁が行った。
表題曲の「MIRACLE」は東日本大震災発生後の3月中に書き上げられた。
紙ジャケット仕様である。

## 収録曲
（全作詞・作曲：ルーク篁）
1. NATURAL BORN FIGHTERS
2. Just One More Breath
3. 止まらない心の詩
4. MIRACLE
5. 旅立ちの歌
6. 春の嵐
7. Tonight3